# Caroline Steffen
Caroline Steffen (Spiez, 18 de septiembre de 1978) es una deportista suiza que compitió en triatlón.
Ganó tres medallas en el Campeonato Mundial de Triatlón de Larga Distancia entre los años 2010 y 2016. Además, obtuvo dos medallas en el Campeonato Mundial de Ironman, en los años 2010 y 2012, y cinco medallas en el Campeonato Europeo de Ironman entre los años 2009 y 2015.

## Palmarés internacional
| Campeonato Mundial | Campeonato Mundial             | Campeonato Mundial | Campeonato Mundial |
| Año                | Lugar                          | Medalla            | Prueba             |
| ------------------ | ------------------------------ | ------------------ | ------------------ |
| 2010               | Immenstadt (Alemania)          | Medalla de oro     | Individual         |
| 2012               | Vitoria (España)               | Medalla de oro     | Individual         |
| 2016               | Oklahoma City (Estados Unidos) | Medalla de plata   | Individual         |

| Campeonato Mundial | Campeonato Mundial     | Campeonato Mundial | Campeonato Mundial |
| Año                | Lugar                  | Medalla            | Prueba             |
| ------------------ | ---------------------- | ------------------ | ------------------ |
| 2010               | Hawái (Estados Unidos) | Medalla de plata   | Individual         |
| 2012               | Hawái (Estados Unidos) | Medalla de plata   | Individual         |
| Campeonato Europeo |                        |                    |                    |
| Año                | Lugar                  | Medalla            | Prueba             |
| 2009               | Fráncfort (Alemania)   | Medalla de plata   | Individual         |
| 2010               | Fráncfort (Alemania)   | Medalla de plata   | Individual         |
| 2011               | Fráncfort (Alemania)   | Medalla de oro     | Individual         |
| 2012               | Fráncfort (Alemania)   | Medalla de oro     | Individual         |
| 2015               | Fráncfort (Alemania)   | Medalla de bronce  | Individual         |